# Seznam francoskih poštnih številk
V Franciji se uporabljajo pet mestne poštne številke, prvi dve številki po navadi predstavljata večje območje (lahko tudi pokrajino), zadnje tri pa določeno lokacijo pošte. Glavne pošte mest (Paris, Lyon...) se pišejo samo z dvema števkama. 
Poštni naslovi se pišejo v takšni obliki:
8 rue Chambiges 

75008 Paris
(hišna številka, ulica, poštna številka, mesto)

Poštne številke večjih mest:

Paris 75

Lyon  69

Marseille 13

Bourges 18

Primeri poštnih naslovov večjih mest:

11 rue Duhamel 

69002 Lyon
15 avenue du Général Leclerc 

18000 Bourges

Vse poštne številke pošt v Franciji najdete tukaj:
 Arhivirano 2007-06-11 na Wayback Machine.